# Johanniterkommende Wölchingen

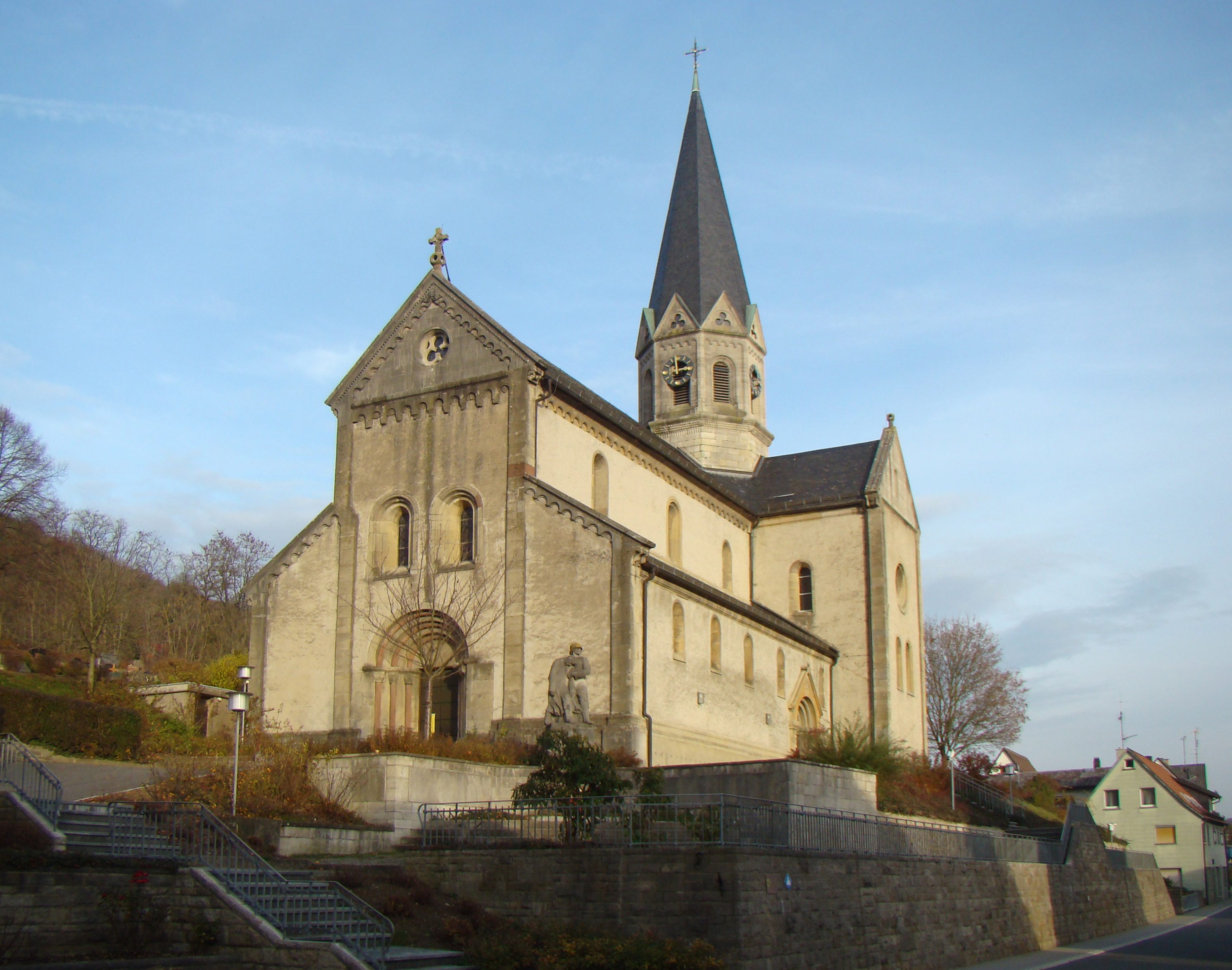
Das Patronat des Frankendoms in Wölchingen befand sich seit 1287 in der Hand des Johanniterordens

Die Johanniterkommende Wölchingen war eine Kommende des Johanniterordens in Wölchingen, einem Stadtteil von Boxberg im Main-Tauber-Kreis in Baden-Württemberg.

## Geschichte
Bereits im Jahre 1192 machte Kraft I. von Boxberg den Johannitern vor Antritt seiner Pilgerreise ins Heilige Land eine Schenkung, die aus Einkünften und Streubesitz bestand. Die Verwaltung dieses Besitzes ablag zunächst der spätestens seit 1180 bestehenden Johanniterkommende Würzburg.
Im Jahre 1239 wurde ein Hof der Johanniter in Wölchingen erstmals urkundlich erwähnt. Die Kommende lag im Bereich des Bistums Würzburg.
Im Jahre 1249 erscheint Konrad von Büchold als Provisor und damit wohl als erster Komtur. Im Jahre 1287 befand sich das Patronat der Wölchinger Pfarrkirche, die heute neben „Frankendom“ auch noch „Johanniterkirche“ genannt wird, in der Hand des Ordens, obwohl dieser sie nur übernommen, aber nicht erbaut haben dürfte.
Die Kommende erfuhr einen beträchtlichen Besitzzuwachs, als die drei Brüder Kraft, Gerhard und Konrad von Boxberg dem Johanniterorden ihre Stammburg (Burg Boxberg) und den Ort Boxberg als Schenkung übergaben.
Nach 1287, spätestens im Jahre 1313, wurde der Sitz der Kommende von Wölchingen nach Boxberg verlegt.